# Zuckerware

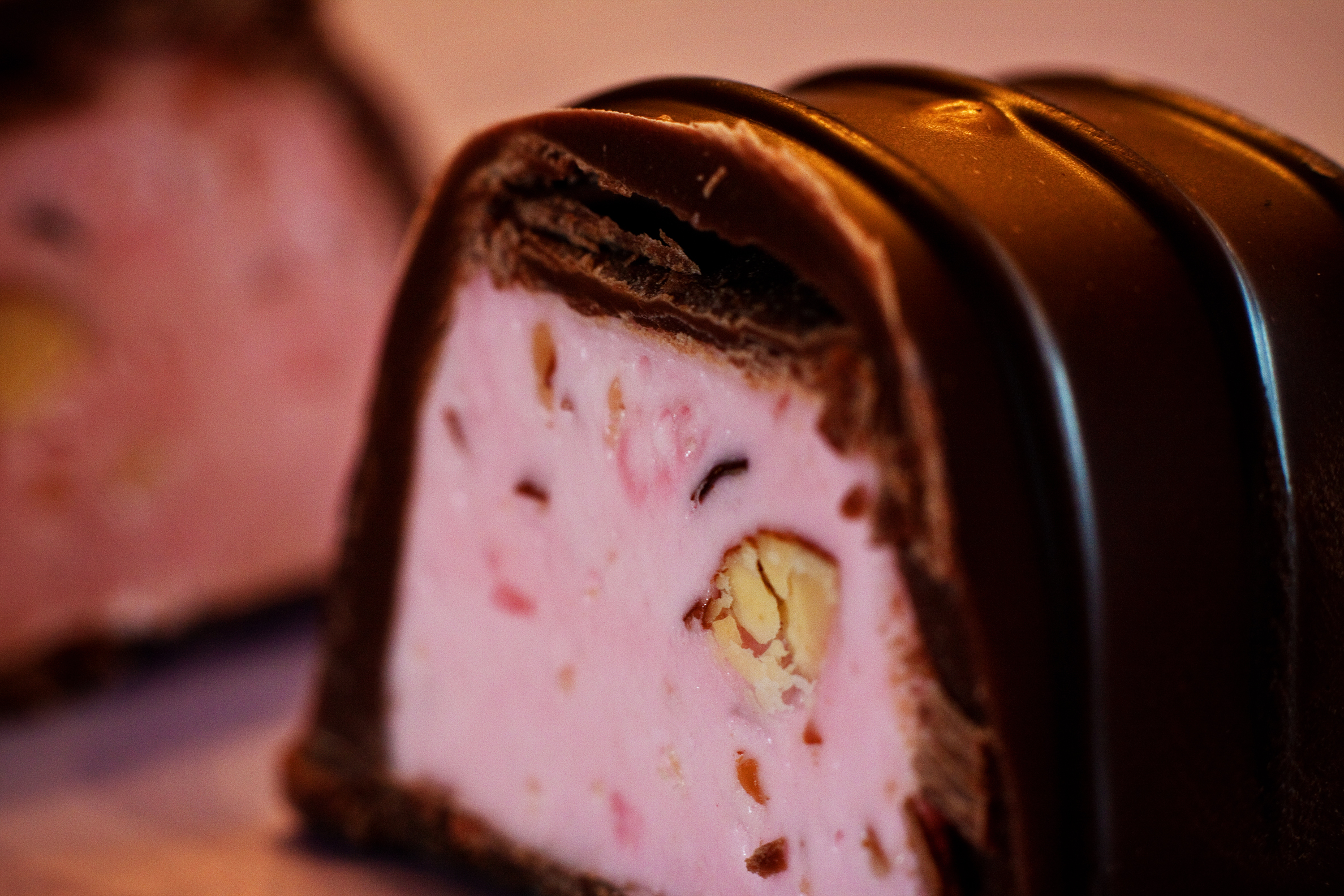
Brown nougat

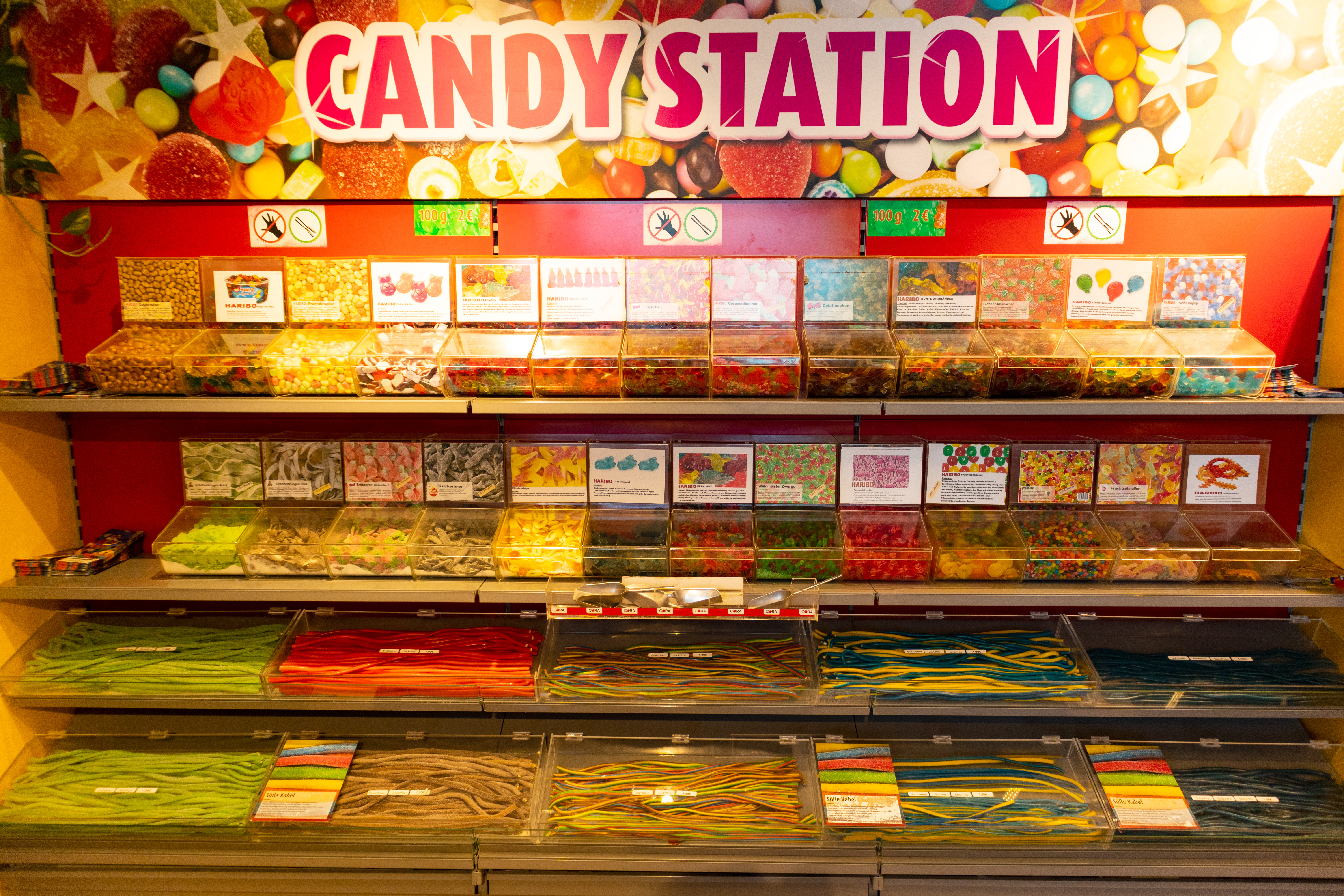
Verkauf von Süßigkeiten

Zu den Zuckerwaren gehören Lebensmittel, die einen deutlich süßen Geschmack haben.

## Beschaffenheit

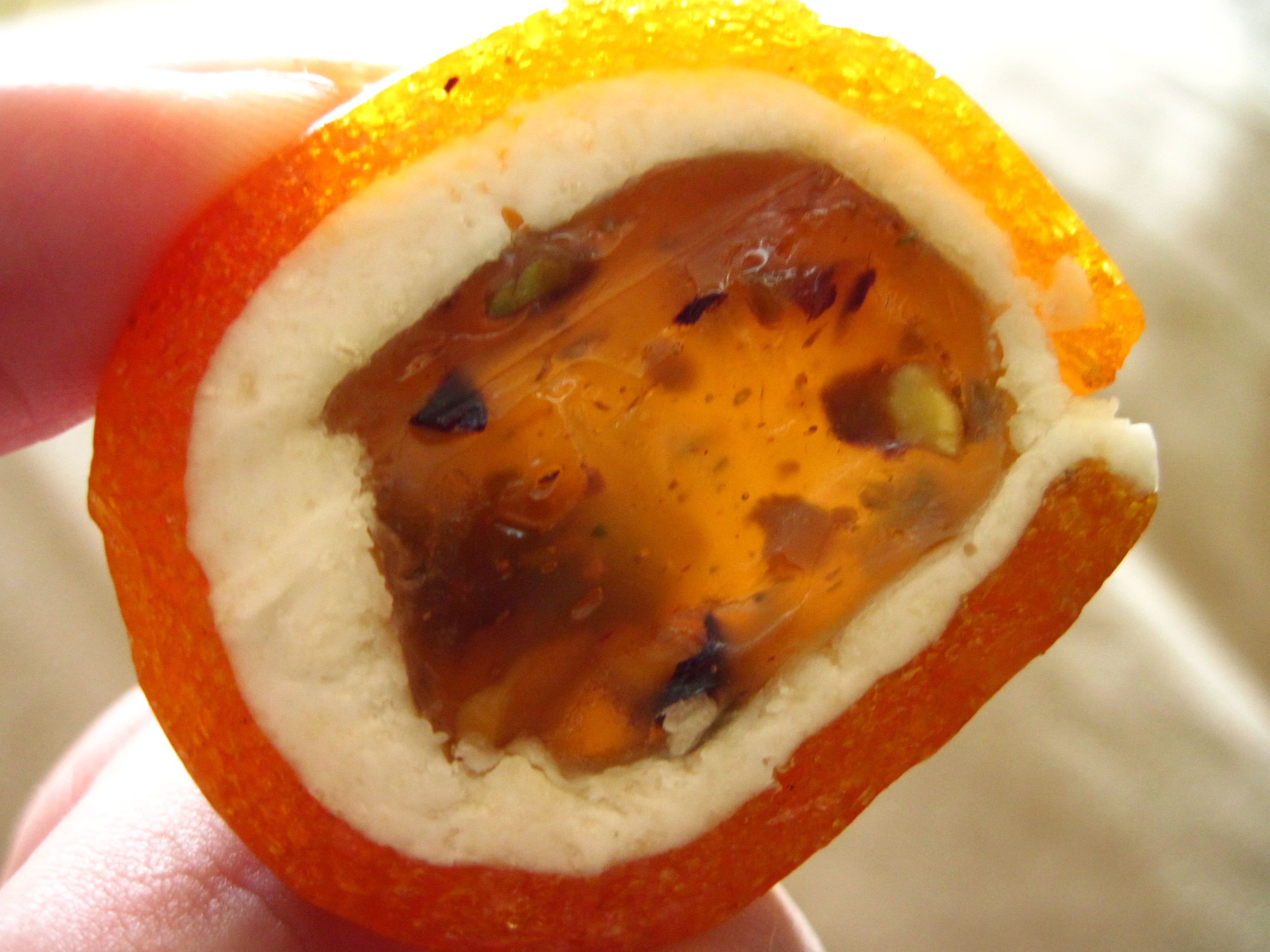
Turkish Delight umhüllt von Nougat und getrockneten Aprikosen

Zuckerwaren sind entweder von fester Formgebung oder sie sind pastös, flüssig oder pulverförmig.
Auch Füllungs-, Glasur- oder Konfektmassen sowie Schichten, Überzüge und Füllungen für Süßwaren oder Feine Backwaren zählen zu den Zuckerwaren.
Bei zuckerfreien Zuckerwaren wird der süße Geschmack durch Süßungsmittel erzielt.
Unter Konfekt (außer Pralinen) versteht man verschiedenartige, oft aus unterschiedlichen Teilen zusammengesetzte Zuckerwaren in mundgerechter Größe. Der Begriff Konfekt wird für höherwertige Zuckerwaren verwendet mit dem Hinweis auf die wert- oder geschmackbestimmenden Zutaten (z. B. Sahne- oder Nusskonfekt).
Wird in der Bezeichnung oder Aufmachung von Zuckerwaren auf geschmackgebende und/oder wertbestimmende Teile und Zutaten hingewiesen, so müssen die Zuckerwaren den Anforderungen der Richtlinien entsprechen, welche die Mengenangaben auf das Gewicht des Fertigerzeugnisses festlegen.

## Abgrenzungen

### Zu den Dauerbackwaren
Schaumzuckerware mit Waffelblättern, auch gebrochen, zählt zu den Zuckerwaren, sofern das Volumen des Schaumzuckeranteils größer ist als das der Waffelblätter, und die Waffelblätter den Schaumzucker nicht allseitig umhüllen. Waffeln sind Dauerbackwaren.

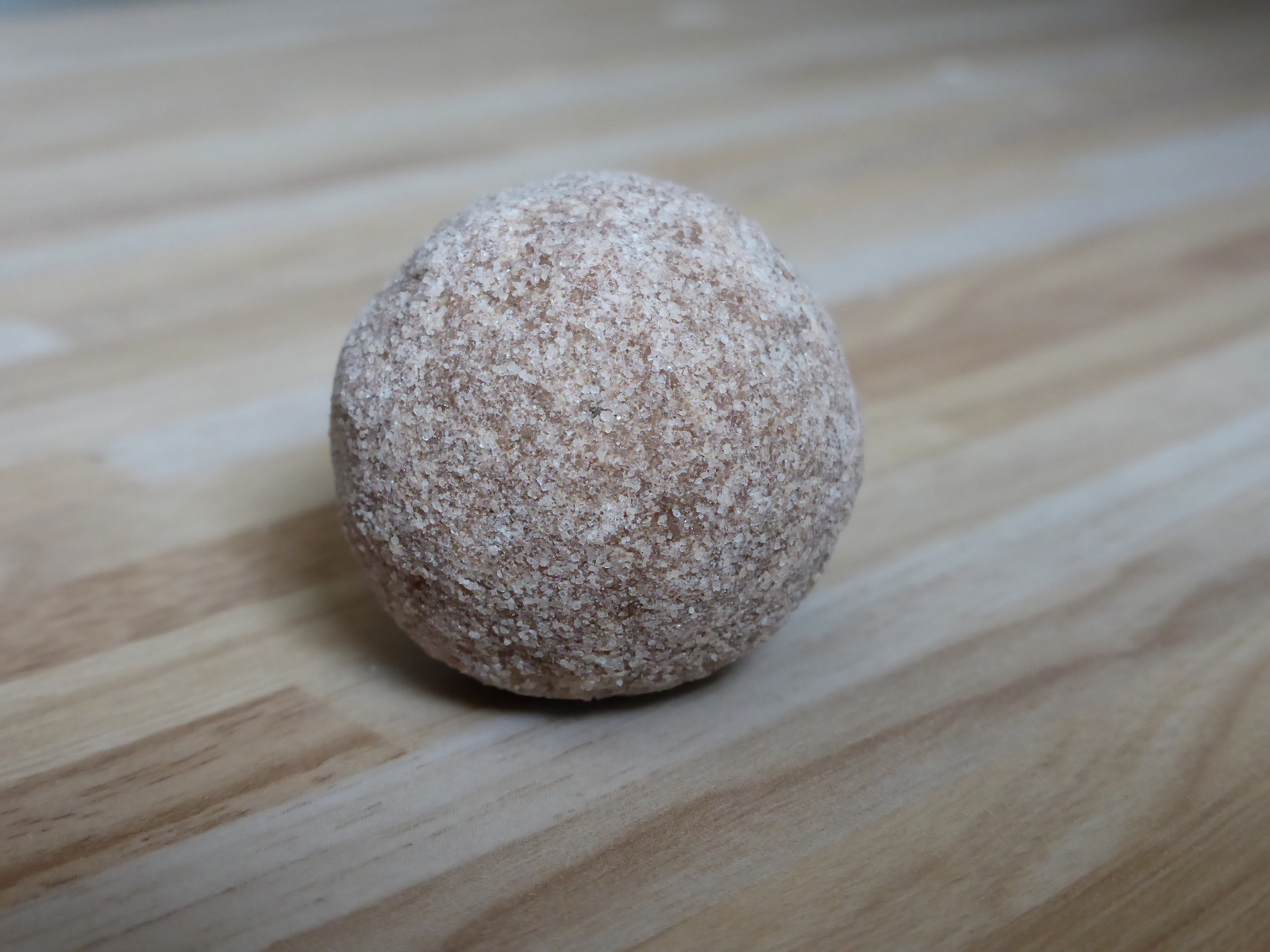
Sahne-Trüffel-Praline

### Zu den Kakaoerzeugnissen
Pralinen sind Erzeugnisse in mundgerechter Größe mit einem Schokoladenanteil von 25 Prozent oder mehr bezogen auf das Gesamtgewicht. Erzeugnisse in mundgerechter Größe mit einem Schokoladenanteil von weniger als 25 Prozent bezogen auf das Gesamtgewicht sind Zuckerwaren (z. B. Nusskonfekt mit Schokolade, Geleebananen mit Schokoladenüberzug).
Erzeugnisse von mehr als mundgerechter Größe, die von Schokolade umhüllt sind und einem Schokoladenanteil 25 Prozent und mehr des Gesamtgewichts, sind „gefüllte Schokoladen“.
Erzeugnisse von mehr als mundgerechter Größe, die mit Schokolade umhüllt sind (Schokoladenanteil weniger als 25 Prozent bezogen auf das Gesamtgewicht), sind keine „gefüllten Schokoladen“. So können Riegel, Marzipanbrot u. ä. Erzeugnisse entsprechend ihrem Schokoladenanteil entweder „gefüllte Schokolade“ oder „schokoladenüberzogene Zuckerwaren“ sein.
Nicht vollständig umhüllte Erzeugnisse (z. B. halbgetaucht) sind unabhängig vom Prozentsatz des Schokoladenanteils keine „gefüllte Schokolade“.

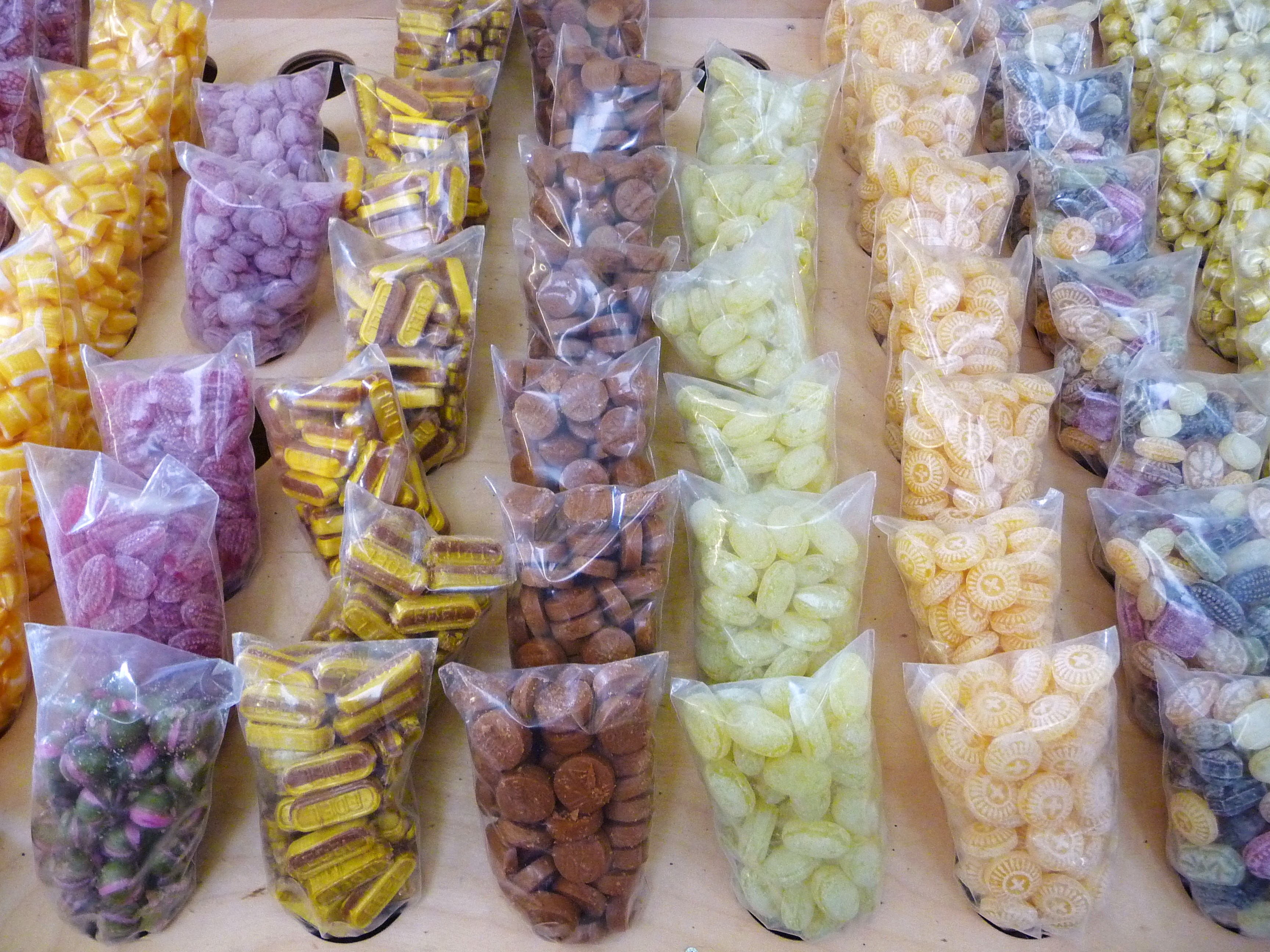
Bonbons

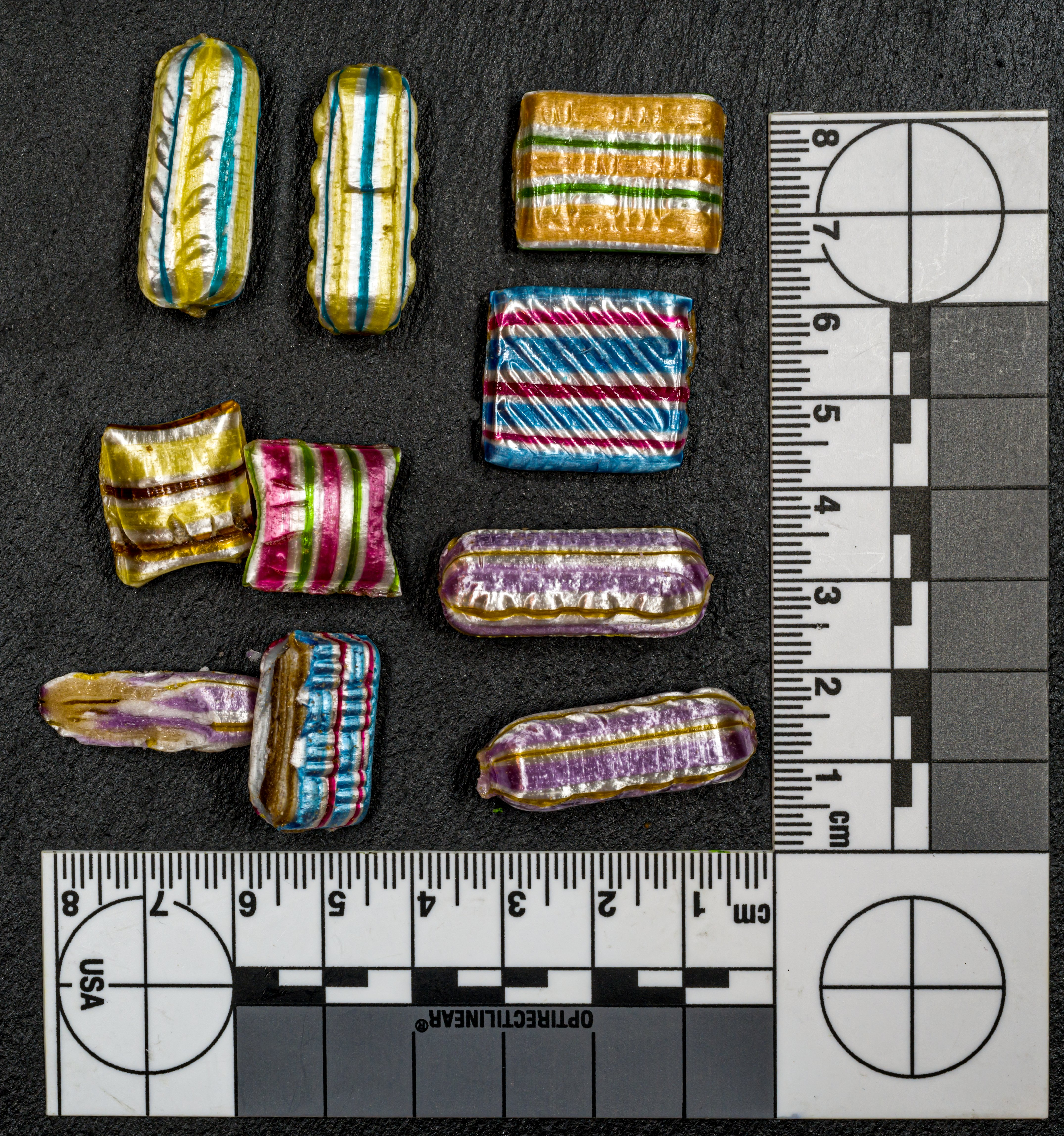
Bonbons aus Zucker und Schockoschichten

Bei Produkten mit mehr als 25 Prozent Schokoladenanteil bestimmt der Charakter des Produktes sowie die Verkehrsauffassung des Erzeugnisses, ob das Erzeugnis als gefüllte Schokolade, Schokolade mit ...füllung oder als Praline bezeichnet wird. Eine schokoladenüberzogene Zuckerware (z. B. Schokoladen-Toffee), bei welcher der Toffee-Charakter vordergründig ist, kann als Zuckerware mit besonders dickem Schokoladenüberzug angesehen werden.
Schokoladenstreusel und Schokoladenflocken sind keine Zuckerwaren.
Kakaohaltige Getränkepulver fallen wegen ihres hohen Zuckergehaltes unter Zuckerwaren.

### Zu den Arzneimitteln
Bonbons wie Husten-, Hals- und Rachen-, Kräuter-, Mineralstoff- und Vitaminbonbons  u. ä. Erzeugnisse, die keine Arzneimittel sind, sind Zuckerwaren.

## Geschichte
Die erste Zuckerware im weiteren Sinne, die den Menschen zugänglich war, war der Bienenhonig. Die Zuckerbäckerei entwickelte sich zu einem eigenen Zweig, als der Rohrzucker der Karibik und danach der Rübenzucker in Europa in reiner Form zur Verfügung stand.
Ibn Dschubair berichtete von Honig und Zuckerwaren in allen Formen und Gestalten, die er im Jahr 1183 in Mekka auf den Märkten gesehen hatte. Den Berichten des Rolandino von Padua zufolge, wurde im Jahr 1214 bei einem Stadtfest in Treviso eine Burg zum Vergnügen der Schaulustigen gebaut, die mit Geschossen aus Zuckerwaren und Spezereien erstürmt wurde.

## Rechtliche Grundlagen
Für Zuckerwaren gibt es keine eigene Verordnung. Sie unterliegen dem allgemeinen Lebensmittelrecht, dem Lebensmittel- und Futtermittelgesetzbuch und zahlreichen Vorschriften, insbesondere der Lebensmittelkennzeichnungsverordnung und der Zusatzstoff-Zulassungsverordnung.
Daneben werden Leitsätze und Richtlinien von Verbänden zur Beurteilung herangezogen, die zwar keine Rechtsnorm sind, aber für diesen Wirtschaftszweig eine Basis für Herstellung und Vertrieb der Zuckerwaren darstellen. Sie sind eine Basis für die allgemein anerkannte Beschaffenheit, die der Verbraucherwartung entspricht. In Deutschland hat der Bund für Lebensmittelrecht und Lebensmittelkunde (heute: Lebensmittelverband Deutschland) die Richtlinie für Zuckerwaren herausgegeben.
Diese sowie die Leitsätze für Ölsamen und daraus hergestellte Massen und Süßwaren der deutschen Lebensmittelbuch-Kommission werden zur Beurteilung von Süßwaren herangezogen. In Österreich gibt es im Österreichischen Lebensmittelbuch das Kapitel / B 16 / Zuckerwaren.

## Liste der Zuckerwaren
- Bonbons (Hart- und Weichkaramellen)
- Fondant, Fondanterzeugnisse, und Knickebein-Füllungen
- Gelee-Erzeugnisse, Gummibonbons und Fruchtpasten
- Schaumzuckerwaren
- Lakritzwaren
- Dragées
- Komprimate / Pastillen
- Marzipan-, Persipan- und Nougaterzeugnisse, Edelmarzipan
- Trüffel und Trüffelmassen
- Eiskonfekt
- Krokant
- Weißer Nougat und verwandte Erzeugnisse
- Kaugummi (Chewing Gum und Bubble Gum)
- Kandierte Früchte und andere kandierte Pflanzenteile
- Brausepulver und brausepulverhaltige Zuckerwaren (Brausebonbon) zum Essen
- Getränkepulver zur Herstellung von Erfrischungsgetränken
- Limonadenpulver und -tabletten zur Herstellung von Erfrischungsgetränken
- Brausepulver und -tabletten zur Herstellung von Erfrischungsgetränken
- Glasur-, Füllungs- und Konfektmassen
- Praliné-Krem
- Rumkugeln